# アクラガス包囲戦
アクラガス包囲戦は紀元前406年にシケリア（現在のシチリア）で発生した8か月に及ぶ包囲戦である。ハンニバル・マゴ（カルタゴ王、在位：紀元前440年 - 紀元前406年）が率いるカルタゴ軍が、シケリア西部のカルタゴ殖民都市に対する攻撃の報復として、ドーリア人都市であるアクラガス（現在のアグリジェント）を包囲した。アクラガスはカルタゴ軍の攻撃を撃退し、シュラクサイから援軍が到着して包囲軍に勝利し包囲を解くのに成功した。
包囲中にカルタゴ軍にはペストが蔓延し、ハンニバル・マゴ自身も死亡した。ギリシア軍によって補給線が遮断されると、生存者も危機に瀕した。しかしながら、指揮を引き継いだハンニバル・マゴの縁者であるヒミルコは、カルタゴ艦隊を使ってギリシア軍の補給船を鹵獲し、ギリシア軍も飢えに直面することとなった。これにより救援軍は撤退し、その後ほとんどのアクラガス市民も街を脱出したため、ヒミルコはアクラガスを占領・略奪した。

## 背景
紀元前480年の第一次ヒメラの戦いでの敗北後、カルタゴは70年間シケリアに介入しなかった。その間にシケリア先住民であるエリミ人、シカニ人、シケル人の間にはギリシア文化が広がっていった。ヒメラ（現在のテルミニ・イメレーゼの東12キロメートル）での勝利の立役者であったシュラクサイとアクラガスは紀元前460年までに僭主政を廃止しており、強力な指導者を持たないシケリアのギリシア人は、シケル人の指導者であるドゥケティオスからの挑戦を受け、またギリシア人都市国家同士の争いも生じていた。シケリアに対するカルタゴの不介入政策は、紀元前411年にエリミ人とイオニア人の都市であるセゲスタ（現在のカラタフィーミ＝セジェスタ）がドーリア人都市であるセリヌス（現在のマリネラ・ディ・セリヌンテ）に敗北し、カルタゴの従属国家となることを求めて来たことによって変化した。ギリシア本土ではペロポネソス戦争が勃発しており、スパルタの同盟国であるシュラクサイはシケリアに集中できなかった。シュラクサイの主力艦隊はエーゲ海で活動しており、またイオニア人都市で親アテナイであるナクソス（現在のジャルディーニ＝ナクソス）とレオンティノイ（現在のレンティーニ）とも紛争を抱えていた。
このような状況の中、カルタゴ元老院はセゲスタの要請に応えてシケリアに介入することを決定した。カルタゴはセリヌスとセゲスタの講和を仲介したが、これが失敗するとハンニバル・マゴを司令官として紀元前410年に遠征軍を派遣した。翌年にはさらに大規模な軍を派遣し、セリヌスを攻略・破壊し（セリヌス包囲戦）、さらにはヒメラも破壊した（第二次ヒメラの戦い）。この時点で、シケリアの有力都市であるシュラクサイとアクラガスはカルタゴに積極的な抵抗はせず、シケリア西部のカルタゴ領に守備兵を残してカルタゴ本国に引き上げた。その後3年間は平穏であったが、カルタゴと敵対するギリシア殖民都市の間に講和条約は締結されていなかった。

## アクラガス包囲戦への序章
シュラクサイとアクラガスの政府は、カルタゴに対して予防的な策を講じただけであった。しかし、シュラクサイを追放されていたヘルモクラテスは、より攻撃的な策を求め、それによって追放が解かれシュラクサイで政治的な地位を得ることを期待した。ヘルモクラテスは2,000名（内1,000名は元ヒメラ市民）の兵士と5隻の軍船を雇用し、セリヌスの廃墟に自身の基地を設営し、アクロポリス周囲の城壁を修復して安全を確保した。彼の軍は6,000名にまで拡張し（セリヌスの元市民も多数が加わった）、ヘルモクラテスはカルタゴ領への襲撃を開始した。最初はモティア兵に勝利して、その土地で略奪を行った。続いてパノルムス周辺の「金の貝殻」と呼ばれる土地を目標とした。紀元前407年、ヘルモクラテスはパノルムス軍を打ち破り、500名を殺害し戦利品とともにセリヌスに戻った。これによりヘモクラテスはシケリアのギリシア人の中で有名になりまた共感も得たが、シュラクサイへ呼び戻されることはなかった。
ヘルモクラテスはヒメラで野ざらしになっていたギリシア人の骨を集め、埋葬のためにシュラクサイに送った。これによりさらに彼の評判は上がったが（他方、シュラクサイの指導者であるディオクレスは、ヒメラでの敗北後に遺体の回収を実施しなかったことで評判を下げた）、それでも追放が解かれることはなかった。ヘルモクラテスは最後はクーデターを試みたが、シュラクサイの市街戦で戦死した。ヘルモクラテスが活動している間、シュラクサイとアクラガスは防御をおろそかにはしなかった。アクラガスはカルタゴの最初の標的となることが予想されたため陸軍を増強し、またシュラクサイも艦隊を増強した。両都市ともに、城壁を強固に修復した。

### ギリシア側の準備
シュラクサイとアクラガスは、ヘルモクラテスの戦死後、予想されるカルタゴの侵攻に対する準備を直ちに行った。シュラクサイはマグナ・グラエキアの諸都市、さらにはスパルタにも援助を求めた。一方、ダフナエウスという将軍がシュラクサイ軍の総指揮官に選ばれた。ヘルモクラテス軍の一員であったディオニシウスという士官もまた、指揮官に選ばれた。ギリシア側は傭兵を雇用したのに加え、カマリナ（現在のラグーザ県ヴィットーリアのスコグリッティ地区）、ゲラ（現在のジェーラ）、メッセネ（現在のメッシーナ）およびイタリア半島からも兵をシュラクサイに集結させたが、スパルタは援軍を送ることが出来なかった。アクラガスはスパルタ人の将軍デクシップスと重装歩兵1,500を雇用し、カンパニア人傭兵（第二次ヒメラの戦いではハンニバル・マゴに雇われていた）も雇用した。アクラガスの総兵力は10,000となった。シュラクサイは40隻の三段櫂船をエリュクス（現在のエリーチェ）派遣し、カルタゴ海軍の動きを見張った。

### カルタゴ準備完了
カルタゴ元老院は、遠征軍の指揮を「ギリシア嫌い」のハンニバル・マゴに委ねようとしたが、高齢を理由に一旦はこれを断った。しかしながら、彼の親族であるヒミルコが副官に任命されると、ハンニバル・マゴは熱心に準備を開始した。カルタゴ市民以外からも、アフリカ、イベリア半島、イタリアから兵士が集められ、総兵力は120,000に達した（おそらくこの数字は過大で、実際には60,000程度と思われる）。紀元前406年の春までに三段櫂船120隻に加え、輸送船1,000隻が準備された。紀元前480年および紀元前409年の遠征（三段櫂船60隻）に比較すると三段櫂船が倍増しているが、これはシュラクサイ海軍がギリシア本土から戻ってきており、カルタゴの遠征の重大な脅威となると考えられたためであった。実際に、これは賢明な処置であった。
ハンニバル・マゴは、主力軍の出帆に先立ち、40隻の三段櫂船をシケリアに派遣した。カルタゴ艦隊とエリュクスのギリシア艦隊との間で小規模な海戦が発生し、カルタゴは15隻を失った。その後、三段櫂船50隻を前衛とし、主力部隊が出帆した。数で劣るギリシア艦隊は戦闘を避けたため、カルタゴ軍はモティア近くに無事に上陸した。

## 両軍の兵力

### カルタゴ軍の編成
リビュア人は重装歩兵と軽歩兵を提供したが、最も訓練された兵士であった。重装歩兵は密集隊形で戦い、長槍と円形盾を持ち、兜とリネン製の胸甲を着用していた。リビュア軽歩兵の武器は投槍で、小さな盾を持っていた。イベリア軽歩兵も同様である。イベリア兵は紫で縁取られた白のチュニックを着て、皮製の兜をかぶっていた。イベリア重装歩兵は、密集したファランクスで戦い、重い投槍と大きな盾、短剣を装備していた。カンパニア人、サルディニア人、ガリア人は自身の伝統的な装備で戦ったが、カルタゴが装備を提供することもあった。シケリアで加わった兵はギリシア式の重装歩兵であった。
リビュア人、カルタゴ市民、リュビア・カルタゴ人（北アフリカ殖民都市のカルタゴ人）は、良く訓練された騎兵も提供した。これら騎兵は槍と円形の盾を装備していた。ヌミディアは優秀な軽騎兵を提供した。ヌミディア軽騎兵は軽量の投槍を数本持ち、また手綱も鞍も用いず自由に馬を操ることができた。イベリア人とガリア人もまた騎兵を提供したが、主な戦術は突撃であった。カルタゴ軍は戦象は用いなかったが、突撃兵力としてリビュアが4頭建ての戦車を提供した。
カルタゴ海軍は三段櫂船を使用したが、海軍の兵もカルタゴ市民に加え、リビュアおよび他のカルタゴ植民地から召集された。

### ギリシア軍の編成
シケリアのギリシア軍の主力は、本土と同様に重装歩兵であり、市民だけでなく傭兵も用いられた。シケル人や他のシケリア先住民も重装歩兵として参加したほか、軽装歩兵（ペルタスト）も提供した。カンパニア傭兵はサムニウム兵もしくはエトルリア兵と同じような武装をしていた。ギリシア軍の標準的な戦法はファランクスであった。騎兵は裕福な市民、あるいは傭兵を雇用した。攻城戦では老人や女性も投擲兵として戦った。シュラクサイやアクラガスのようなシケリアの大規模都市国家は10,000-20,000の市民を兵として動員でき、必要に応じて傭兵を雇用したり、また解放奴隷を戦力にする場合もあった。アクラガス海軍に関しての記述はないが、救援軍は30隻の三段櫂船を有していた。

## アクラガス包囲戦

### 攻城戦開始
紀元前406年の夏に、カルタゴ軍はアクラガスに向かって進軍したが、ギリシア側はこれに抵抗しなかった。進軍にあたり、ハンニバル・マゴは軍船をモティアに残したままにした。アクラガスはカルタゴ軍の略奪を避けるために、穀物を収穫して城内に運び込み、全市民（およそ20万人）が城内に退避して包囲戦に備えた。カルタゴ軍がアクラガスに到着すると、ハンニバル・マゴは攻城戦の準備を開始した。十分に防御された野営地を2箇所設営したが、主野営地は塹壕と柵で防御されアクラガスの西側のヒプサス川（現在のサンタアナ川（en））右岸に設営され、もう一つ（全軍の1/3を収容）はアクラガスの東側のアクラガス側左岸に設営され、ゲラとの交通を遮断した。アクラガス軍はこれを妨害せず、城内に留まった。
戦闘を開始する前に、ハンニバル・マゴはアクラガスに講和を申し出た。条件はアクラガスがカルタゴ側につくか、あるいはカルタゴが他のギリシア殖民都市と戦争になった場合に中立を保つというものであった。どちらの条件もアクラガスは拒否した。城内の男性は全員が兵士となって城壁の防御に努め、傭兵部隊はアテナイの丘（アクロポリスとの説もある）に配備された。また、城壁が破壊された場合に対処するために、予備部隊も置かれた。全ての戦闘準備が整い、ギリシア側はカルタゴ軍の攻撃を待ち受けた。
ハンニバル・マゴは都市を包囲する外壁を作り、飢餓を生じさせて降伏させようとした。アクラガスは周囲より高い場所にあったため、城壁に対する直接攻撃や、複数個所での同時攻撃を実施するのは困難であった。同時に、西側の城門の攻撃のために2基の攻城塔を使用した。カルタゴ軍は丸一日の攻撃で防御側に損害を強いたものの、城門の突破はできなかった。その夜に、アクラガスは急襲部隊を出して、攻城塔を破壊した。続いて、ハンニバル・マゴは場外の墓石や他の建物の瓦礫を利用して、攻城用の傾斜路を作るように命じた。カルタゴ軍兵士は墓石を壊すことに躊躇し、その後ペストが蔓延するとパニックに陥った。このペストの蔓延により、ハンニバル・マゴを含め多くの兵士が病死した。

### 攻城戦失敗
ハンニバル・マゴの病死によって、ヒミルコがカルタゴ軍の総司令官となった。彼の最初の仕事は、兵士たちの士気を回復することであった。墓の破壊を止めた後、クロノスと関連したギリシャの神に子供を捧げ、何匹かの動物を溺死させて海に捧げた。続いて、すでに集められた材料を使って攻城傾斜路を建設し続け、さらにアクラガスへの接近を容易にするために、ヒスパス川（アクラガスの堀として機能していた）を堰き止めた。この時点で、シュラクサイのダフナエウスが、30,000人の重装歩兵と5,000人の騎兵、30隻の三段櫂船と共に包囲を破るために到着した。兵力には軽歩兵が含まれていないため、ギリシア軍はこれより多数であった可能性もある。
ヒミルコは、この軍を迎撃するために東部野営地の傭兵を用いたが、軍主力は西部の野営地に留まり、アクラガス守備兵の突出攻撃に備えた。ヒメラ川の右岸のどこかで両軍は戦闘となった（実際の戦場は不明で、議論の対象となっている）。カルタゴ軍は当初、ギリシア左翼部隊（イタリアのギリシア殖民都市）に優勢を示していたが、決定的に有利となる前に右翼のシュラクサイ軍が相対するカルタゴ軍を撃破した。その後激戦となったが、ギリシア側は最終的にカルタゴ軍に勝利した。カルタゴ軍は戦死約6,000人の損害を出して戦場から逃走した。ダフナエウスは直ちに追撃は行わず、兵士を再編成することを選んだ。
カルタゴ軍がアクラガスから撤退すると、アクラガスの住民は紀元前409年のヒメラの破壊が再現されないようにカルタゴ軍を攻撃するように訴えた。しかしスパルタのデクシップスも含め、将軍たちはこれを拒否した。反撃の恐れから追撃は行わなかったものの、シュラクサイが主導したギリシア側の勝利は、アクラガスの包囲を解くことに成功し、カルタゴ軍の東部野営地はギリシア側の手に落ちた。これにより、ギリシア側はカルタゴに対して有利な立場を得、イニシアチブを握ることができた。

### 疑念とその結果
アクラガス市民は占拠したカルタゴ軍野営地で、救援軍と合流した。しかしそこでアクラガスの将軍たちがカルタゴ軍のヒミルコから賄賂を受け取っていたため追撃を拒否したとのゴシップが救援軍の間に広がった。即時に政治評議会が開催され、カマリナのギリシア人は、アクラガスの将軍5人を公然と非難し、将軍4人が石打刑で処刑された。アルゲウスという名の将軍のみが、その若さゆえに救われた。処分された将軍に代わる新規の士官たちが選出された。ギリシア側の総司令官であるダフナエウスは、カルタゴ軍の主力野営地（西部野営地）を偵察し、直接攻撃をかけることには反対した。その代わり、夏の間、軽歩兵と騎兵でカルタゴ軍に嫌がらせ攻撃を行い、補給線を断ち切り続けた。他方、アクラガスのギリシア軍は、シュラクサイからの船隊によって補給を受け続けていた。カルタゴ軍はすぐに食糧不足に直面し、特に傭兵は飢えのために不穏な動きを見せた。ヒミルコは軍を一つに維持することが困難となってきた。冬が近づくにつれて、カルタゴ軍の状況は深刻から破滅的なものへと悪化した。

## ヒミルコ大勝利

### ギリシア側、補給に失敗
ヒミルコは幸運と迅速な行動によって反乱を防ぐことができた。傭兵の不満が頂点に達した時、カルタゴ軍はシュラクサイからの補給船隊の接近を知った。ヒミルコは、傭兵にカルタゴ市民の金銀の酒盃を贈って、数日間滞在させるよう説得した。次に、カルタゴ艦隊にモティア/パノルムスから出撃するよう指令した。40隻のカルタゴ艦隊が到着し、補給部隊を護衛していたシュラクサイ艦隊を奇襲した。穀物輸送船隊を護衛していた三段櫂船8隻が撃沈された。残存の三段櫂船は陸地に乗り上げ、カルタゴ艦隊は全船団を鹵獲した。これでヒミルコの補給問題は解決し、逆にギリシア人は飢えの脅威に直面した。

### ギリシア側、アクラガスを放棄
戦争が継続しているためにアクラガスでは農地の種付けができておらず、輸送船団がカルタゴに鹵獲されたことは、食糧不足の噂を引き起こした。ヒミルコはカンパニア傭兵に秘密裏に賄賂を送り、傭兵は食糧不足を訴えてアクラガスを捨てた。アクラガスの責任者が残りの食糧をギリシア軍全体に与えるには不十分であることを発見すると、マグナ・グラエキアのギリシア同盟都市から派遣された軍もアクラガスを去った。
食料の急減のため、アクラガスの指導者は都市の放棄を決断せざるを得なくなった。12月中旬には、持ち出せる全ての貴重品を持って、軍と共に4万人が東方のゲラへ向かった。病人、老人、移動を頑強に拒否した者のみがアクラガスに留まった。翌朝ヒミルコは、ほぼ空となった街を、ほぼ抵抗なく入城した。抵抗するものは全て殺した。結局包囲戦は8か月続き、カルタゴの勝利で終わった。

## その後
冬になってもヒミルコはゲラに進軍せず、アクラガスに陣取った。シケリアで最も豊かな都市は徹底的に略奪され、多くの貴重な芸術作品がカルタゴに送られた。カルタゴ軍は、ゲラ攻略戦が行われる直前の紀元前405年の春まで町に留まった。ヒミルコは東へ進軍する前にアクラガスを破壊した。
アクラガスからの難民は、シュラクサイでダフナエウスと他の将軍たちを非難した。これは大きな混乱を招き、最終的にシュラクサイのディオニュシオスが軍の最高司令官となり、翌紀元前405年には全権を掌握し、僭主となった。
紀元前405年に破壊されたアクラガスは、後にギリシア人が再建したが、従来の繁栄は取り戻せなかった。およそ150年後の第一次ポエニ戦争では、皮肉なことにカルタゴ側の都市としてローマ軍に包囲され陥落した（アグリゲントゥムの戦い）。

## 参考資料
- Baker, G. P. (1999). Hannibal. Cooper Square Press. ISBN 0-8154-1005-0
- Bath, Tony (1992). Hannibal's Campaigns. Barnes & Noble. ISBN 0-88029-817-0
- Church, Alfred J. (1886). Carthage (4th ed.). T. Fisher Unwin
- Freeman, Edward A. (1892). Sicily: Phoenician, Greek & Roman (3rd ed.). T. Fisher Unwin
- Kern, Paul B. (1999). Ancient Siege Warfare. Indiana University Publishers. ISBN 0-253-33546-9
- Lancel, Serge (1997). Carthage: A History. Blackwell Publishers. ISBN 1-57718-103-4
- Warry, John (1993) [1980]. Warfare in The Classical World: An Illustrated Encyclopedia of Weapons, Warriors and Warfare in the Ancient Civilisations of Greece and Rome. New York: Barnes & Noble. ISBN 1-56619-463-6